# Allende nigrohumeralis
Allende nigrohumeralis är en spindelart som först beskrevs av F. O. Pickard-Cambridge 1899.  Allende nigrohumeralis ingår i släktet Allende och familjen käkspindlar. Inga underarter finns listade i Catalogue of Life.